# Масерија Романијело (Потенца)
Масерија Романијело (итал. Masseria Romaniello) је насеље у Италији у округу Потенца, региону Базиликата.
Према процени из 2011. у насељу је живело 87 становника. Насеље се налази на надморској висини од 875 м.